# Françoise Boog
Françoise Boog, née le 2 août 1960, est une femme politique française militante du parti Les Républicains.

## Biographie
Secrétaire médicale dans un cabinet d'ophtalmologie à Colmar de profession, elle est élue maire de Meyenheim (Haut-Rhin) en 2001, puis réélue en 2008. Elle est également vice-présidente de la communauté de communes du Centre Haut-Rhin chargée de la petite enfance.
Le 28 juin 2013, elle devient sénatrice du Haut-Rhin à la suite du décès de Jean-Louis Lorrain. Son mandat prend fin le 30 septembre 2014.

## Détail des mandats et fonctions
- Maire de Meyenheim
- Vice-présidente de la communauté de communes du Centre Haut-Rhin chargée de la petite enfance
- Sénatrice du Haut-Rhin de 2013 à 2014